# Vecellio (famiglia)
I Vecellio (forma secondaria Vezzelli) sono un antico casato stanziato a Pieve di Cadore, il cui più noto esponente fu Tiziano.
Le origini accertate della famiglia risalgono al XIII secolo, ma la derivazione dal casato dei conti Da Camino e la comune origine con i Genova, i Colfosco e i Collalto lasciano intuire un'origine ancora più datata nel tempo. A sua volta il casato diede vita ad alcune derivazioni, fra le quali quella degli Zamberlani e quella dei Pellizzaroli-Vecellio. Un ramo dei Vecellio si imparentò anche con i Sarcinelli, importante famiglia trevigiana, grazie al matrimonio di Lavinia, figlia di Tiziano, con Cornelio Sarcinelli nel 1555. Questo ramo, indubbiamente il più noto dell'intero casato, nel 1533 assurse anche al titolo di Conte Palatino, concesso a Tiziano e alla sua discendenza da Carlo V d'Asburgo, Re di Spagna, Imperatore del Sacro Romano Impero e Re d'Italia, di cui Tiziano era ritrattista ufficiale.
I membri della famiglia Vecellio si distinsero a Pieve come notai, amministratori pubblici e possidenti fondiari, ma tra il XVI e il XVII secolo si venne affiancando a queste professioni una notevole tradizione pittorica, grazie a ben nove importanti personalità artistiche: oltre a Tiziano, suo fratello Francesco (1475-1560), suo figlio Orazio (1525-1576) e i parenti Marco (1545-1611), Tizianello (1570-1650), Tommaso (1587-1629), Cesare (1521-1601), Fabrizio (morto nel 1576) ed Ettore (1591-1652). Nel campo del diritto, importanti personalità furono quelle di Conte (vissuto a cavallo fra il XV e il XVI secolo), Vincenzo (morto nel 1567), Tiziano l'Oratore (1538-1612) e Alessandro Pellizzaroli-Vecellio (1764-1821).
L'importanza e l'antichità della famiglia, ma soprattutto il prestigio di Tiziano, suo esponente più noto, richiamarono fin dal XVII secolo l'attenzione di storici ed eruditi, impegnati in svariate operazioni di ricostruzione della genealogia dei vari rami del casato e della vita dei suoi principali esponenti.

## Storia

### Il ceppo antico
La famiglia Vecellio, originaria e stabilmente stanziata nel Cadore, pare fosse legata da rapporti di parentela piuttosto stretta con i Da Camino (o Caminesi), insigniti del titolo comitale, stanziati nella Marca Trevigiana e a loro volta probabilmente discendenti, insieme ai Colfosco, da un ramo della famiglia Collalto: oltre all'uso ricorrente dei medesimi prenomi, Tommaso da Pozzale, figlio del capostipite Guecelus (o Vacelus), è infatti ricordato come facente parte della famiglia dei Caminesi.
Probabile è pure una comune origine con i Genova, altra influente famiglia stanziata a Pieve e con i cui membri i Vecellio intrattennero rapporti in diverse epoche. A sostegno di questa tesi vi è l'identità di blasonatura negli stemmi familiari e la corrispondenza di molti prenomi ricorrenti.
Il capostipite accertato della famiglia è considerato Guecelus (o Vacelus), di professione notaio, la cui presenza a Pieve è attestata già nel 1240. Della sua vita non si conosce nulla, mentre è nota la sua discendenza maschile: si tratta di personaggi quasi tutti legati al mondo del notariato, della giurisprudenza e dell'amministrazione pubblica. Fra essi si segnala il figlio Tommaso da Pozzale, notaio rogante tra il 1268 e il 1304, e i suoi cinque figli, tra i quali Guecello (o Vecello), Nicolò e Rizzardo de Piazza, tutti e tre notai e podestà del Cadore negli anni Venti e Trenta del Trecento. Dei tre, il primo fu nonno di Antonio, detto lo Zamberlano, da cui discende il ramo secondario degli Zamberlani, e dell'omonimo Guecello (o Vecello, sicuramente vivente fra il 1389 e il 1451, notaio e avvocato): a partire da quest'ultimo si stabilizzò il cognome della famiglia. Egli fu inoltre nonno di otto nipoti, fra i quali i tre fratelli Andrea, Conte e Gio. Antonio, dai quali originarono i tre principali rami della famiglia.

#### Tavola genealogica sulle origini
|                              |                              |                                                         |                                                         |                  |                    |                                                       |                                                       |                                                               |                                                               |                                                  |                            |                            |                                                    |                                                    |                                                          |                                                                |                                                                |                        |                          |                                                              |                                                              |
|                              |                              |                                                         |                                                         |                  |                    |                                                       |                                                       |                                                               |                                                               |                                                  |                            |                            |                                                    |                                                    | Guecelus [Vacelus] viv. 1240                             |                                                                |                                                                |                        |                          |                                                              |                                                              |
|                              |                              |                                                         |                                                         |                  |                    |                                                       |                                                       |                                                               |                                                               |                                                  |                            |                            |                                                    |                                                    |                                                          |                                                                |                                                                |                        |                          |                                                              |                                                              |
|                              |                              |                                                         |                                                         |                  |                    |                                                       |                                                       |                                                               |                                                               |                                                  |                            |                            |                                                    |                                                    |                                                          |                                                                |                                                                |                        |                          |                                                              |                                                              |
|                              |                              |                                                         |                                                         |                  |                    |                                                       |                                                       |                                                               |                                                               |                                                  |                            |                            |                                                    |                                                    | Tommaso da Pozzale fl. 1268-1304 ⚭ Donna Biondaile *? †? |                                                                |                                                                |                        |                          |                                                              |                                                              |
|                              |                              |                                                         |                                                         |                  |                    |                                                       |                                                       |                                                               |                                                               |                                                  |                            |                            |                                                    |                                                    |                                                          |                                                                |                                                                |                        |                          |                                                              |                                                              |
|                              |                              |                                                         |                                                         |                  |                    |                                                       |                                                       |                                                               |                                                               |                                                  |                            |                            |                                                    |                                                    |                                                          |                                                                |                                                                |                        |                          |                                                              |                                                              |
|                              |                              |                                                         |                                                         |                  |                    |                                                       |                                                       |                                                               |                                                               |                                                  | Cadorino * ante 1314 †1364 | Cadorino * ante 1314 †1364 | Biaquino viv. 1296                                 | Biaquino viv. 1296                                 | Guecello [Vecello] *? † ante 1367                        | Guecello [Vecello] *? † ante 1367                              | Nicolò *? †?                                                   | Nicolò *? †?           | Rizzardo de Piazza *? †? | Rizzardo de Piazza *? †?                                     |                                                              |
|                              |                              |                                                         |                                                         |                  |                    |                                                       |                                                       |                                                               |                                                               |                                                  |                            |                            |                                                    |                                                    |                                                          |                                                                |                                                                |                        |                          |                                                              |                                                              |
|                              |                              |                                                         |                                                         |                  |                    |                                                       |                                                       |                                                               |                                                               |                                                  |                            |                            |                                                    |                                                    |                                                          |                                                                |                                                                |                        |                          |                                                              |                                                              |
|                              |                              |                                                         |                                                         |                  |                    |                                                       |                                                       |                                                               |                                                               |                                                  |                            |                            |                                                    | Bartolomeo d'Oltrerù * ante 1360 †1398             | Bartolomeo d'Oltrerù * ante 1360 †1398                   | Cristoforo * ante 1361 †1398 ⚭ Lucia Saracino da Castion *? †? | Cristoforo * ante 1361 †1398 ⚭ Lucia Saracino da Castion *? †? |                        |                          |                                                              |                                                              |
|                              |                              |                                                         |                                                         |                  |                    |                                                       |                                                       |                                                               |                                                               |                                                  |                            |                            |                                                    |                                                    |                                                          |                                                                |                                                                |                        |                          |                                                              |                                                              |
|                              |                              |                                                         |                                                         |                  |                    |                                                       |                                                       |                                                               |                                                               |                                                  |                            |                            |                                                    |                                                    |                                                          |                                                                |                                                                |                        |                          |                                                              |                                                              |
|                              |                              |                                                         |                                                         |                  |                    |                                                       |                                                       | Guecello [Vecello] * ante 1389 †1451 ⚭ Bartolomea Conte *? †? | Guecello [Vecello] * ante 1389 †1451 ⚭ Bartolomea Conte *? †? |                                                  |                            | Donato d'Oltrerù *? †1435  | Donato d'Oltrerù *? †1435                          |                                                    |                                                          | Cristoforo viv. 1422                                           | Cristoforo viv. 1422                                           |                        |                          | Ramo Zamberlani Antonio "Zamberlano" * ante 1399 † ante 1434 | Ramo Zamberlani Antonio "Zamberlano" * ante 1399 † ante 1434 |
|                              |                              |                                                         |                                                         |                  |                    |                                                       |                                                       |                                                               |                                                               |                                                  |                            |                            |                                                    |                                                    |                                                          |                                                                |                                                                |                        |                          |                                                              |                                                              |
|                              |                              |                                                         |                                                         |                  |                    |                                                       |                                                       |                                                               |                                                               |                                                  |                            |                            |                                                    |                                                    |                                                          |                                                                |                                                                |                        |                          |                                                              |                                                              |
|                              |                              |                                                         |                                                         |                  |                    |                                                       | Antonio * ante 1422 †1462                             | Antonio * ante 1422 †1462                                     | Andrea viv. 1497                                              | Andrea viv. 1497                                 |                            |                            |                                                    |                                                    |                                                          |                                                                |                                                                |                        |                          | Bartolomeo *? †?                                             | Bartolomeo *? †?                                             |
|                              |                              |                                                         |                                                         |                  |                    |                                                       |                                                       |                                                               |                                                               |                                                  |                            |                            |                                                    |                                                    |                                                          |                                                                |                                                                |                        |                          |                                                              |                                                              |
|                              |                              |                                                         |                                                         |                  |                    |                                                       |                                                       |                                                               |                                                               |                                                  |                            |                            |                                                    |                                                    |                                                          |                                                                |                                                                |                        |                          |                                                              |                                                              |
| Conte * ante 1458 †1510~1513 | Conte * ante 1458 †1510~1513 | Ramo di Andrea Andrea * ante 1474 †~1520                | Ramo di Andrea Andrea * ante 1474 †~1520                |                  | Girolamo viv. 1452 | Girolamo viv. 1452                                    | Vito *? †1514                                         | Vito *? †1514                                                 | Bartolomeo * ante 1470 †1497 ⚭ Giovanna N. *? †?              | Bartolomeo * ante 1470 †1497 ⚭ Giovanna N. *? †? | Agostino *? † ante 1516    | Agostino *? † ante 1516    | Ramo di Giovanni Antonio Giovanni Antonio *? †1497 | Ramo di Giovanni Antonio Giovanni Antonio *? †1497 | Cristoforo viv. 1517                                     | Cristoforo viv. 1517                                           |                                                                |                        |                          | Gianiacopo *? †?                                             | Gianiacopo *? †?                                             |
|                              |                              |                                                         |                                                         |                  |                    |                                                       |                                                       |                                                               |                                                               |                                                  |                            |                            |                                                    |                                                    |                                                          |                                                                |                                                                |                        |                          |                                                              |                                                              |
|                              |                              |                                                         |                                                         |                  |                    |                                                       |                                                       |                                                               |                                                               |                                                  |                            |                            |                                                    |                                                    |                                                          |                                                                |                                                                |                        |                          |                                                              |                                                              |
| · ramo di Conte              | · ramo di Conte              | Tiziano *? †1520                                        | Tiziano *? †1520                                        | Sebastiano *? †? | Sebastiano *? †?   | Antonio *? †?                                         | Antonio *? †?                                         |                                                               |                                                               |                                                  | Cristoforo *? †?           | Cristoforo *? †?           | Ettore * ante 1507 † post 1555 ⚭ Daria N. *? †?    | Ettore * ante 1507 † post 1555 ⚭ Daria N. *? †?    | Liberale *? †? ⚭ Luigia N. *? †?                         | Liberale *? †? ⚭ Luigia N. *? †?                               |                                                                |                        |                          | Giovanni *? †?                                               | Giovanni *? †?                                               |
|                              |                              |                                                         |                                                         |                  |                    |                                                       |                                                       |                                                               |                                                               |                                                  |                            |                            |                                                    |                                                    |                                                          |                                                                |                                                                |                        |                          |                                                              |                                                              |
|                              |                              |                                                         |                                                         |                  |                    |                                                       |                                                       |                                                               |                                                               |                                                  |                            |                            |                                                    |                                                    |                                                          |                                                                |                                                                |                        |                          |                                                              |                                                              |
|                              |                              | Vecello *? †1597                                        | Vecello *? †1597                                        |                  |                    | · Disendenza ignota · Oltrepiave ed Auronzo di Cadore | · Disendenza ignota · Oltrepiave ed Auronzo di Cadore |                                                               | Danese *? †?                                                  | Danese *? †?                                     | Tizia *? †?                | Tizia *? †?                | Cesare *1521 †1601                                 | Cesare *1521 †1601                                 | Fabrizio *~1530 †1576                                    | Fabrizio *~1530 †1576                                          | Prospero viv. 1598                                             | Prospero viv. 1598     |                          | Nicola *? †?                                                 | Nicola *? †?                                                 |
|                              |                              |                                                         |                                                         |                  |                    |                                                       |                                                       |                                                               |                                                               |                                                  |                            |                            |                                                    |                                                    |                                                          |                                                                |                                                                |                        |                          |                                                              |                                                              |
|                              |                              |                                                         |                                                         |                  |                    |                                                       |                                                       |                                                               |                                                               |                                                  |                            |                            |                                                    |                                                    |                                                          |                                                                |                                                                |                        |                          |                                                              |                                                              |
|                              |                              | Tiziano *1538 †1612                                     | Tiziano *1538 †1612                                     |                  |                    |                                                       |                                                       |                                                               |                                                               |                                                  |                            |                            |                                                    |                                                    |                                                          |                                                                | Giovanni Antonio *? †?                                         | Giovanni Antonio *? †? |                          | Giovanni *? †?                                               | Giovanni *? †?                                               |
|                              |                              |                                                         |                                                         |                  |                    |                                                       |                                                       |                                                               |                                                               |                                                  |                            |                            |                                                    |                                                    |                                                          |                                                                |                                                                |                        |                          |                                                              |                                                              |
|                              |                              |                                                         |                                                         |                  |                    |                                                       |                                                       |                                                               |                                                               |                                                  |                            |                            |                                                    |                                                    |                                                          |                                                                |                                                                |                        |                          |                                                              |                                                              |
|                              |                              | Alessandro *? †?                                        | Alessandro *? †?                                        |                  |                    |                                                       |                                                       |                                                               |                                                               |                                                  |                            |                            |                                                    |                                                    |                                                          | Fabrizio *1595 †?                                              | Fabrizio *1595 †?                                              | Ettore *1591 †~1652    | Ettore *1591 †~1652      | Antonio *? †?                                                | Antonio *? †?                                                |
|                              |                              |                                                         |                                                         |                  |                    |                                                       |                                                       |                                                               |                                                               |                                                  |                            |                            |                                                    |                                                    |                                                          |                                                                |                                                                |                        |                          |                                                              |                                                              |
|                              |                              |                                                         |                                                         |                  |                    |                                                       |                                                       |                                                               |                                                               |                                                  |                            |                            |                                                    |                                                    |                                                          |                                                                |                                                                |                        |                          |                                                              |                                                              |
|                              |                              | Angela [Anzoletta] *? †? ⚭ Benedetto Pellizzaroli *? †? | Angela [Anzoletta] *? †? ⚭ Benedetto Pellizzaroli *? †? |                  |                    |                                                       |                                                       |                                                               |                                                               |                                                  |                            |                            |                                                    |                                                    |                                                          |                                                                |                                                                |                        |                          | Giovanni *? †?                                               | Giovanni *? †?                                               |
|                              |                              |                                                         |                                                         |                  |                    |                                                       |                                                       |                                                               |                                                               |                                                  |                            |                            |                                                    |                                                    |                                                          |                                                                |                                                                |                        |                          |                                                              |                                                              |
|                              |                              |                                                         |                                                         |                  |                    |                                                       |                                                       |                                                               |                                                               |                                                  |                            |                            |                                                    |                                                    |                                                          |                                                                |                                                                |                        |                          |                                                              |                                                              |
|                              |                              | · Pellizzaroli Vecellio                                 | · Pellizzaroli Vecellio                                 |                  |                    |                                                       |                                                       |                                                               |                                                               |                                                  |                            |                            |                                                    |                                                    |                                                          |                                                                |                                                                |                        |                          | Antonio *? †?                                                | Antonio *? †?                                                |
|                              |                              |                                                         |                                                         |                  |                    |                                                       |                                                       |                                                               |                                                               |                                                  |                            |                            |                                                    |                                                    |                                                          |                                                                |                                                                |                        |                          |                                                              |                                                              |
|                              |                              |                                                         |                                                         |                  |                    |                                                       |                                                       |                                                               |                                                               |                                                  |                            |                            |                                                    |                                                    |                                                          |                                                                |                                                                |                        |                          |                                                              |                                                              |
|                              |                              |                                                         |                                                         |                  |                    |                                                       |                                                       |                                                               |                                                               |                                                  |                            |                            |                                                    |                                                    |                                                          |                                                                |                                                                |                        |                          | Giovanni *? †?                                               |                                                              |
|                              |                              |                                                         |                                                         |                  |                    |                                                       |                                                       |                                                               |                                                               |                                                  |                            |                            |                                                    |                                                    |                                                          |                                                                |                                                                |                        |                          |                                                              |                                                              |
|                              |                              |                                                         |                                                         |                  |                    |                                                       |                                                       |                                                               |                                                               |                                                  |                            |                            |                                                    |                                                    |                                                          |                                                                |                                                                |                        |                          |                                                              |                                                              |
|                              |                              |                                                         |                                                         |                  |                    |                                                       |                                                       |                                                               |                                                               |                                                  |                            |                            |                                                    |                                                    |                                                          |                                                                |                                                                |                        |                          | Antonio *? †?                                                |                                                              |
|                              |                              |                                                         |                                                         |                  |                    |                                                       |                                                       |                                                               |                                                               |                                                  |                            |                            |                                                    |                                                    |                                                          |                                                                |                                                                |                        |                          |                                                              |                                                              |
|                              |                              |                                                         |                                                         |                  |                    |                                                       |                                                       |                                                               |                                                               |                                                  |                            |                            |                                                    |                                                    |                                                          |                                                                |                                                                |                        |                          |                                                              |                                                              |
|                              |                              |                                                         |                                                         |                  |                    |                                                       |                                                       |                                                               |                                                               |                                                  |                            |                            |                                                    |                                                    |                                                          |                                                                |                                                                |                        |                          | Giacopo *? †?                                                |                                                              |

### Rami Cadetti

#### Il ramo degliZamberlani
Da Antonio detto Zamberlano, vissuto a cavallo tra XIV e XV secolo, discende fino alla metà del XIX secolo il ramo cosiddetto degli Zamberlani: suo figlio Bartolomeo e quindi Gianiacopo, Giovanni, Nicola, Giovanni, Antonio, Giovanni, Antonio, Giovanni, Antonio e Giacopo.

#### Il ramo di Andrea: Tiziano l'Oratore e i Pellizzaroli-Vecellio
Da Andrea nacque un ramo genealogico di cui si conoscono solo i discendenti diretti: suo figlio Tiziano, anche lui notaio e morto nel 1520, poi Vecello, personaggio pubblico di un certo rilievo e morto nel 1597, e dunque suo figlio Tiziano l'Oratore (1538-1612), il quale ricoprì diverse cariche pubbliche a Pieve e a Venezia, divenendo anche Cavaliere di San Marco, titolo onorifico di notevole prestigio ma non trasmissibile ai propri eredi. Dall'Oratore discesero Alessandro e sua figlia Angela (o Anzoletta). Quest'ultima, sposatasi nel 1645 con Benedetto Pellizzaroli, diede vita alla discendenza Pellizzaroli-Vecellio, prosecuzione del ramo di Andrea, i cui discendenti diretti furono Vecello, Alessandro (vicario alle miniere e officiale d'Oltrepiave come Tiziano e Vecello, rispettivamente nonno e padre dell'Oratore), Vecello, Gaspare Antonio e Alessandro Pellizzaroli-Vecellio (1764 - 1851), personaggio politico di un certo rilievo nella travagliata storia del Cadore di quegli anni. Sposato nel 1802 con Maddalena di Ercole Sampieri, ebbe un figlio, anche lui Gaspare Antonio.

#### Il ramo di Conte e i suoi sottorami. La nascita della tradizione pittorica familiare
Conte fu il capostipite del ramo principale della famiglia. Sicuramente vivente tra il 1458 e il 1510 circa, probabilmente morto nel lustro 1508-1513, anch'egli notaio, fu il solo fra i notabili cadorini, insieme a Matteo Palatini, ad opporsi alla resa del Castello di Pieve dopo l'assedio imperiale durante la guerra della Lega di Cambrai, episodio raffigurato da Tiziano in un dipinto noto come La battaglia di Cadore e distrutto nell'incendio del Palazzo Ducale di Venezia del 1577.
Spesso a Venezia per affari, Conte intrattenne relazioni con molte personalità politiche ed economiche della capitale e sviluppò una mentalità imprenditoriale più moderna di quanto avessero fatto in terraferma gli altri membri del casato Vecellio, dediti al notariato, alla politica e all'usura come mezzi di accumulo fondiario. Fu probabilmente a lui che si deve quella svolta familiare che vide da quel momento numerosi membri della sua discendenza (ben nove) dedicarsi con successo alla pittura, professione a Venezia particolarmente remunerativa e socialmente prestigiosa, seppur mantenendo sempre quella sorta di «imprinting cadorino» riscontrabile nella tendenza all'accumulo di ricchezze, terre e prebende.
Conte ebbe sei figli: tra essi, Vecellone, Gregorio ed Antonio, dai quali si dipartirono tre sottorami della famiglia, tra i quali il secondo (quello di Gregorio) è considerato il più prestigioso, dato che espresse la principale personalità del casato, il celebre pittore Tiziano, e visto che i suoi membri poterono fregiarsi, sempre grazie a Tiziano, del titolo di Conte Palatino.

##### Il sottoramo di Vecellone. Vincenzo, iFaustie iCanopi

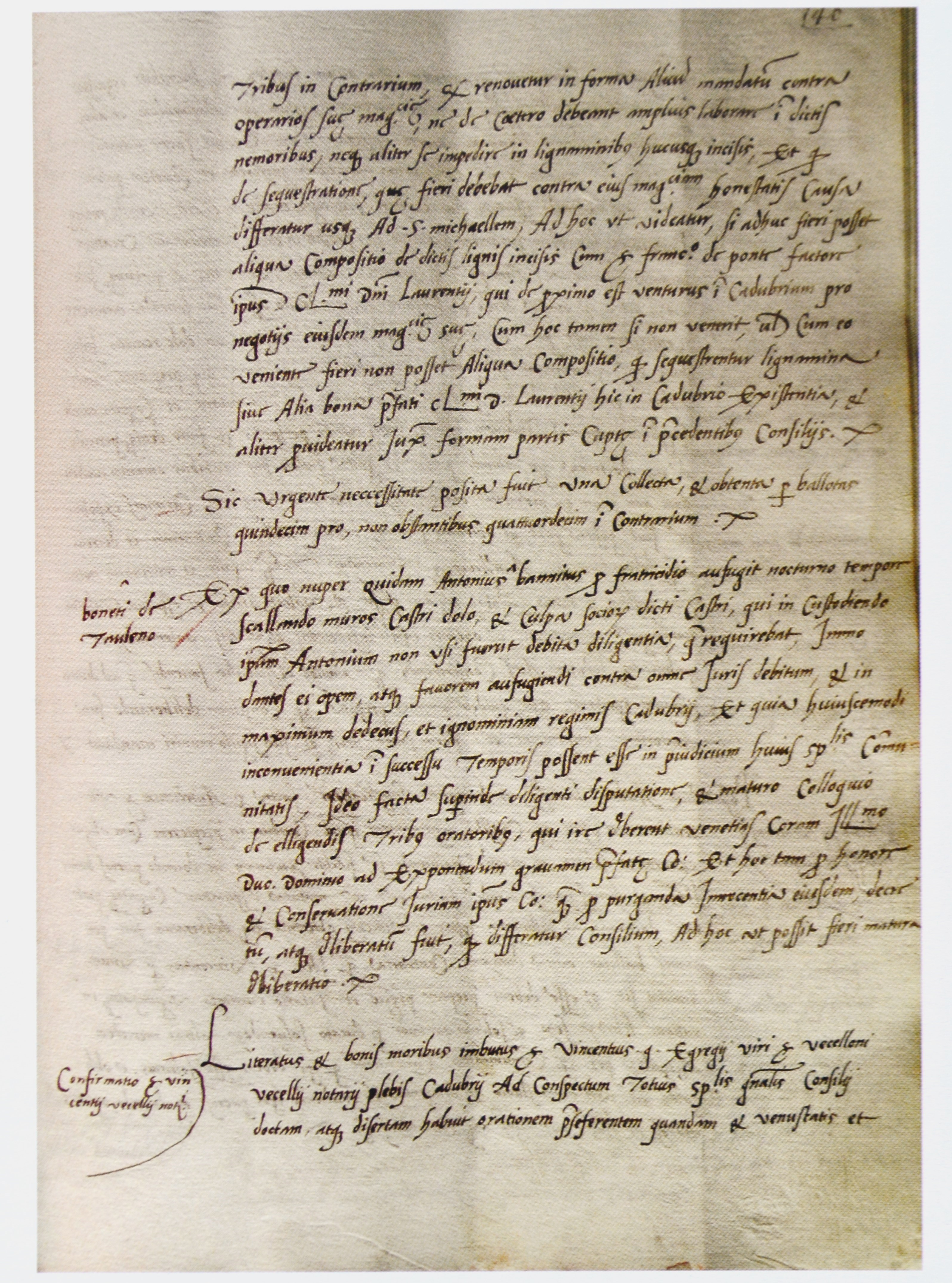
La deliberazione del Consiglio della Comunità che autorizza all'attività notarile Vincenzo, creato notaio dal cugino Tiziano (1540)

Questo sottoramo fu ricostruito con accuratezza da Taddeo Jacobi nei suoi due manoscritti del 1822, in particolare nel Quadro della discendenza attualmente insistente in Pieve della Famiglia Vecellio, dal momento che i discendenti («tutti assai poveri») arrivarono fino a quegli anni. Alla fine del XVI secolo il sottoramo di Vecellone si era però a sua volta diviso in due linee maschili, che Jacobi denominò Fausti (linea discendente da Vecellone) e Canopi (linea discendente da Michele).
Oltre al capostipite, morto nel 1528, si ricorda in particolare la figura di suo figlio Vincenzo, creato notaio dal cugino Tiziano in base ai poteri previsti dal titolo di Conte Palatino. Mancando in Cadore un collegio notarile, la professione era regolata dal Consiglio Generale della Magnifica Comunità di Cadore, la quale prevedeva il superamento di prove di buona condotta, di buona origine e di preparazione culturale: Vincenzo, considerato un valente letterato e un ottimo conoscitore del greco e del latino, si esibì nella recita di un'orazione ciceroniana e di un carme virgiliano con tale maestria da guadagnarsi nello stesso giorno (11 settembre 1540) anche il ruolo di precettore della scuola pubblica di Pieve, che conservò fino alla morte, avvenuta nel 1567. Vincenzo fu anche, nel biennio 1566-67, Marigo (Magister vici sive maricus) della Regola di Pieve quando si decise di affidare a suo cugino Tiziano la realizzazione degli affreschi della chiesa arcidiaconale di Pieve, distrutti da un incendio nel 1813. A Pieve fu anche precettore della Confraternita dei Battuti, di cui scrisse il capitolare.

##### Il sottoramo di Gregorio: Tiziano, Francesco ed Orazio. Il titolo comitale
Gregorio (sicuramente vivente nel 1517 e morto nel 1538) fu Consigliere e Capitano delle Milizie, ma anche sovrintendente per il castello di Pieve e per alcune miniere del Cadore; venne probabilmente ritratto in armatura dal figlio Tiziano in un quadro custodito presso la Pinacoteca Ambrosiana.
Sposatosi con una certa Lucia, ebbe cinque figli, tra i quali, oltre a Tiziano, figura Francesco, che fu pittore e ricoprì anche alcune cariche pubbliche a Pieve, nato nel 1476 circa e morto senza figli verso il 1559-60. Tiziano al contrario, sposatosi con Cecilia figlia di tal ser Alò, di figli ne ebbe ben cinque, ma anche la sua discendenza, almeno in linea maschile, si estinse nell'arco della generazione successiva: il primogenito Pomponio (1529 ca. - post-1594) fu prete, il secondogenito Orazio (1525 ca. - 1576), anch'egli pittore e principale assistente e procuratore del padre, morì senza figli; delle tre femmine una fu Lavinia (1530 ca. - 1574-76), che sposò nel 1555 Cornelio Sarcinelli, membro della nobile famiglia trevigiana; l'altra fu Emilia (1543-48 - pre-1568), naturale ed in seguito legittimata, sposa nel 1568 di tal Andrea Dossena; di un'ultima, morta infante, non si sa nulla. Il ramo di Gregorio pertanto si estinse in linea maschile nell'arco di sole due generazioni.

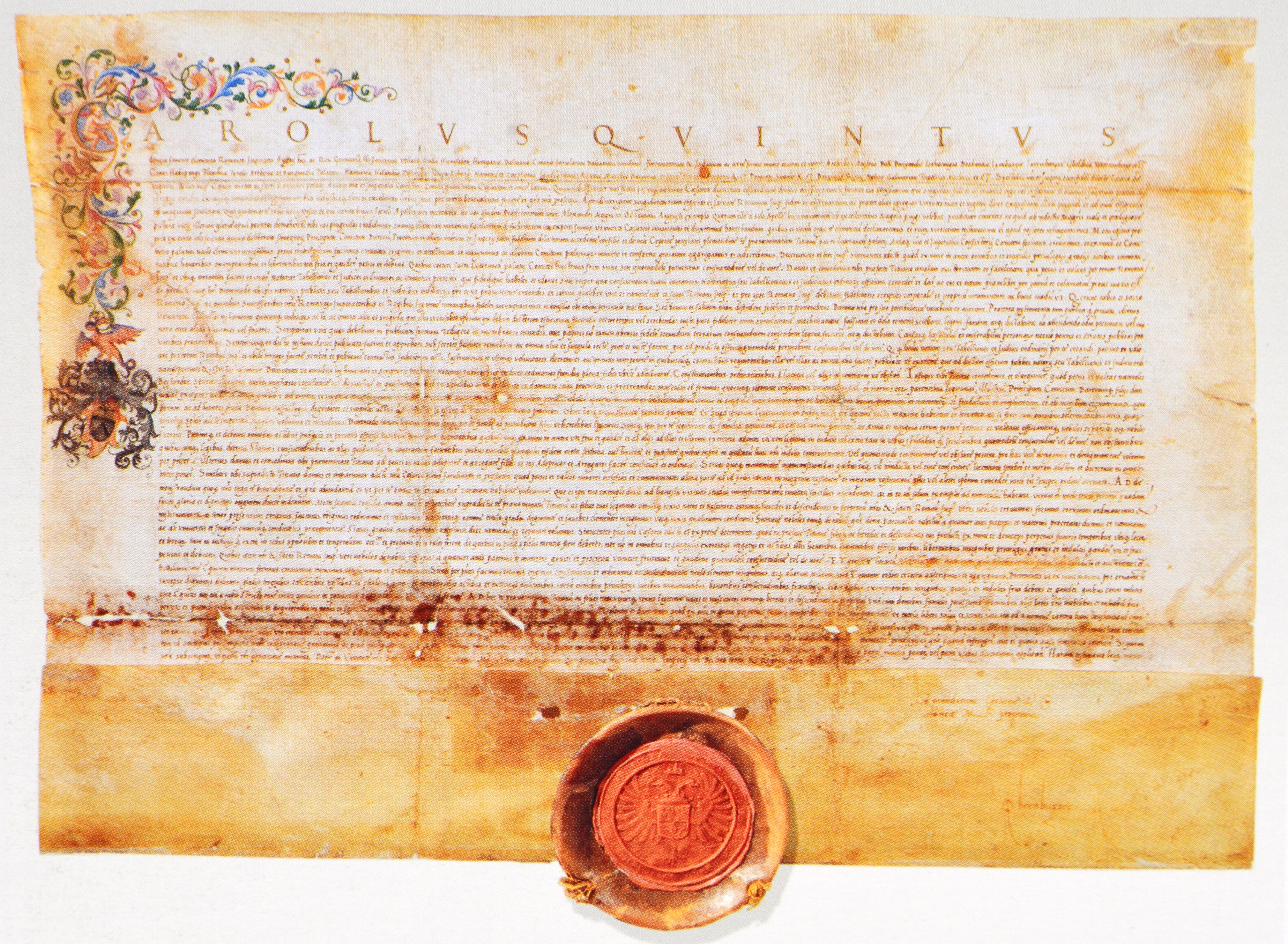
Il diploma di investitura di Tiziano al titolo di Conte Palatino concesso da Carlo V nel 1533

Quello dei discendenti di Gregorio è considerato il nucleo principale dell'intero casato, non solo per i personaggi espressi, Tiziano su tutti, ma anche per il titolo di Conte Palatino conferito da Carlo V il 10 maggio del 1533. Il monarca, che all'epoca assommava i titoli di Re di Spagna, Imperatore del Sacro Romano Impero e Re d'Italia, aveva in quegli anni Tiziano come ritrattista ufficiale, nonostante il maestro continuasse a vivere e a lavorare tra Pieve e Venezia. Il diploma, disperso, poi recuperato dallo Jacobi, e ora conservato nell'archivio della Magnifica Comunità di Pieve, creava Tiziano «conte palatino e cavaliere aurato nobile del Sacro Romano Impero con tutt[a] la di lui discendenza mascolina et feminina, e di nobiltà tale da considerarsi procreata dalli avi materni e paterni [con] la facoltà di creare notai e giudici ordinari di imperiale autorità, facendo prestare da essi nelle sue mani il giuramento di fedeltà, e di legittimare bastardi e figli naturali anche del ceto nobile, capacitandoli a tutti li diritti competenti ai figli legittimi, di adottare e di avogare figli estranei in propri; di accordare ai Comuni e alle Chiese la restituzione in intiero», tutti poteri che Tiziano non mancò di usare per rafforzare ulteriormente il proprio peso e la propria autorità sulla comunità cadorina.

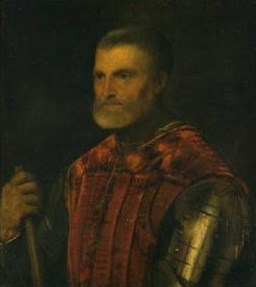
Tiziano, Uomo con armatura, probabilmente un ritratto del padre Gregorio.
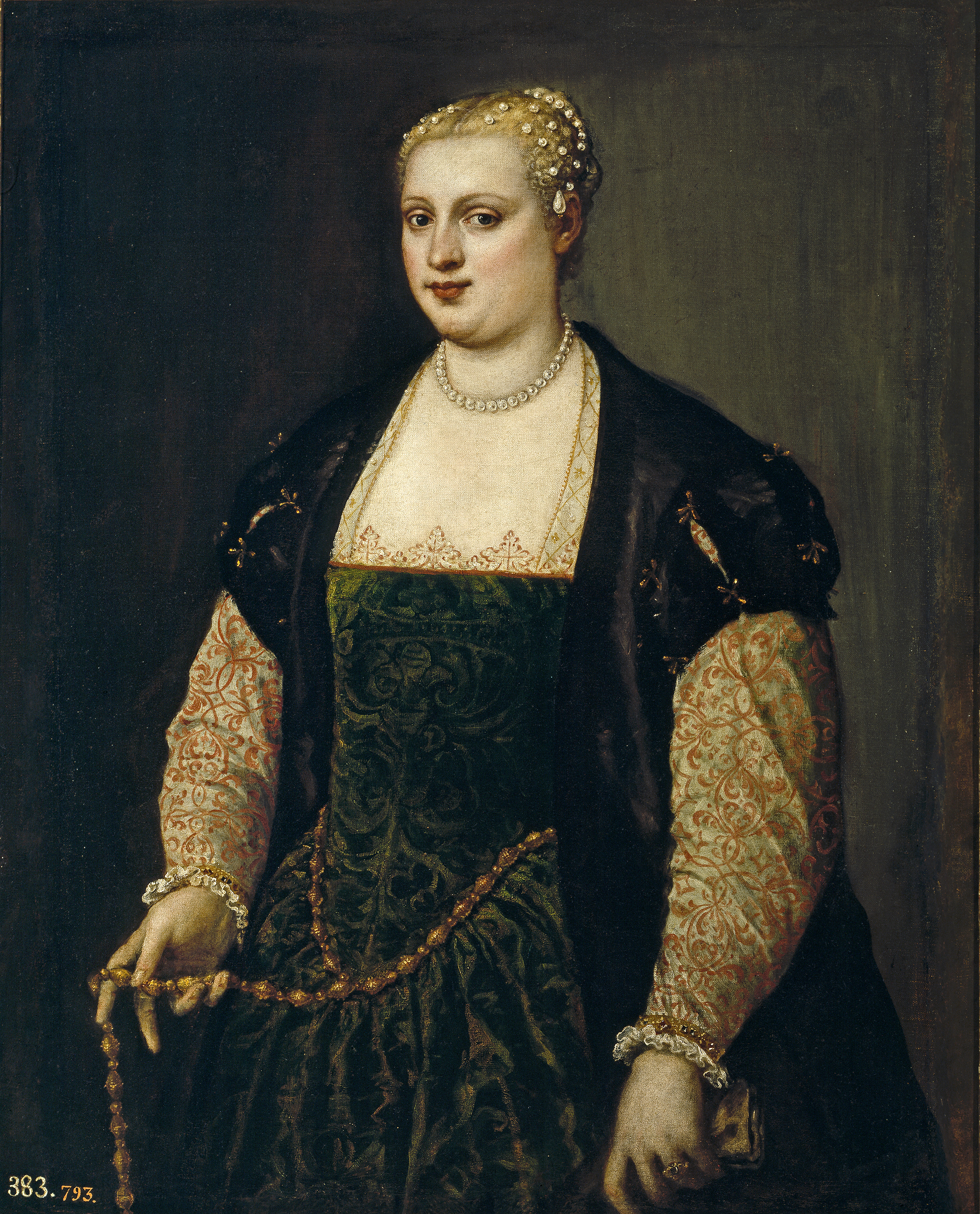
Paolo Veronese, Ritratto di Lavinia Vecellio (1560 circa)
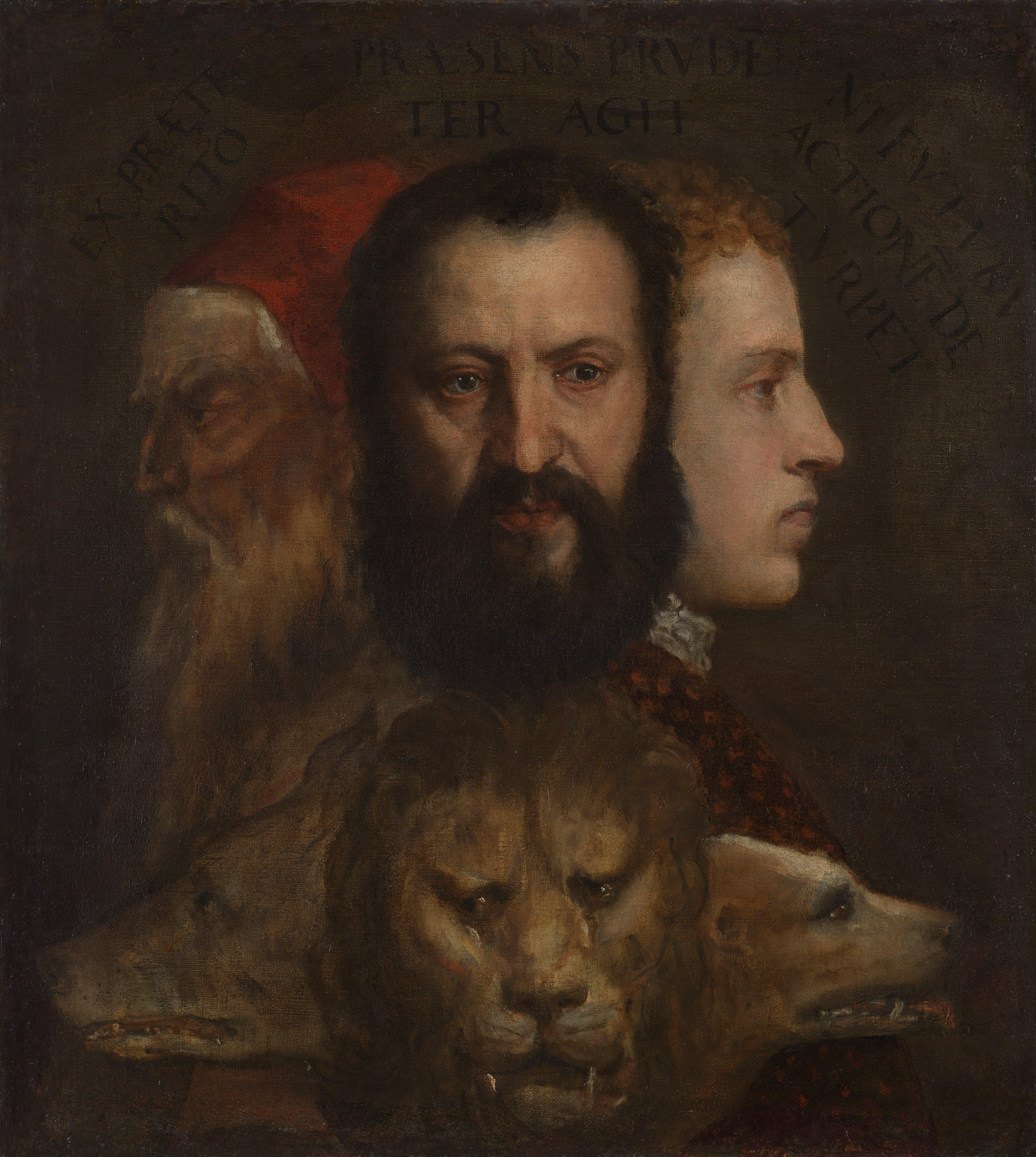
I volti di Tiziano, Orazio e del cugino Marco nell'Allegoria della Prudenza
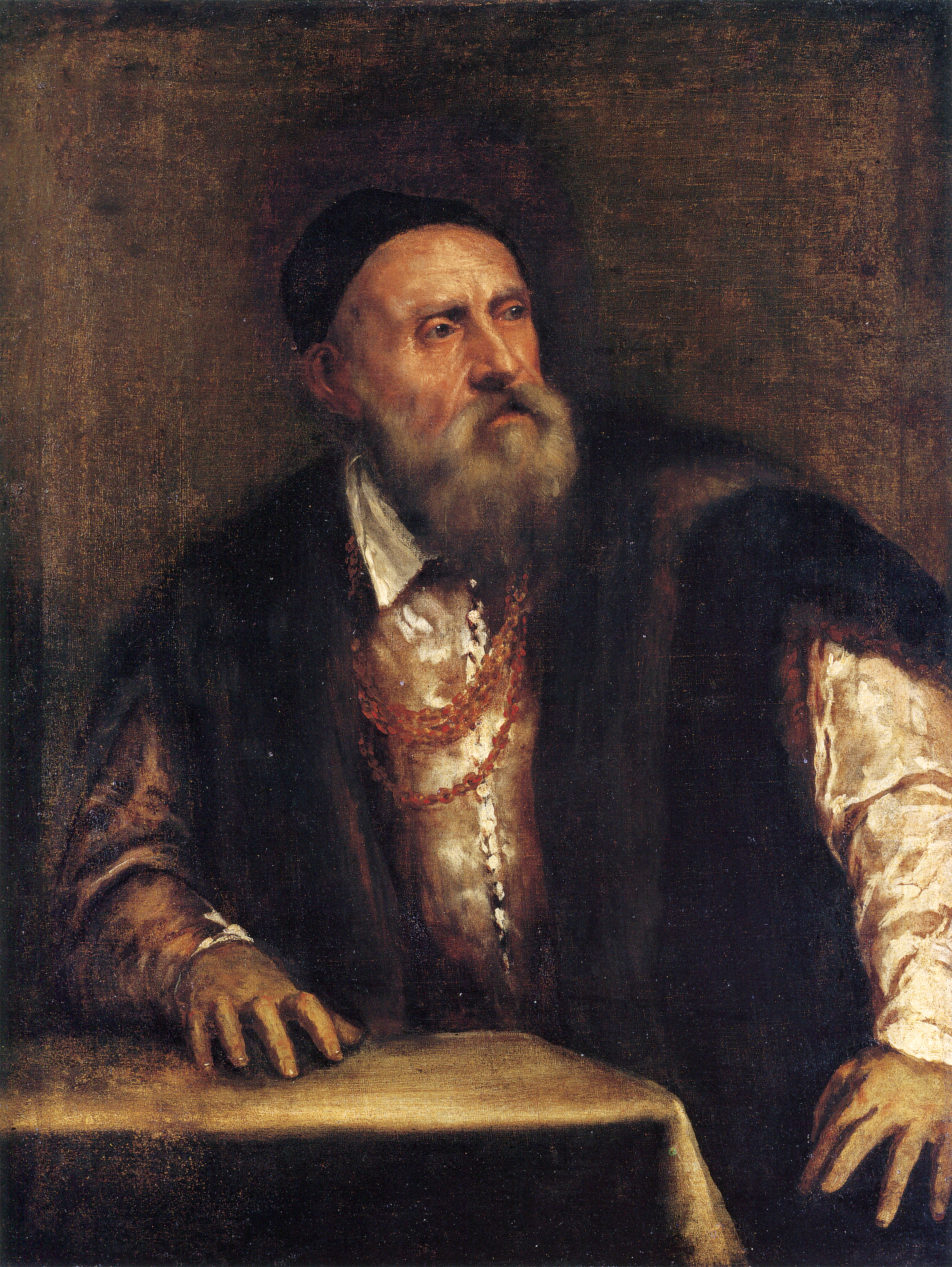
Tiziano in un celebre autoritratto
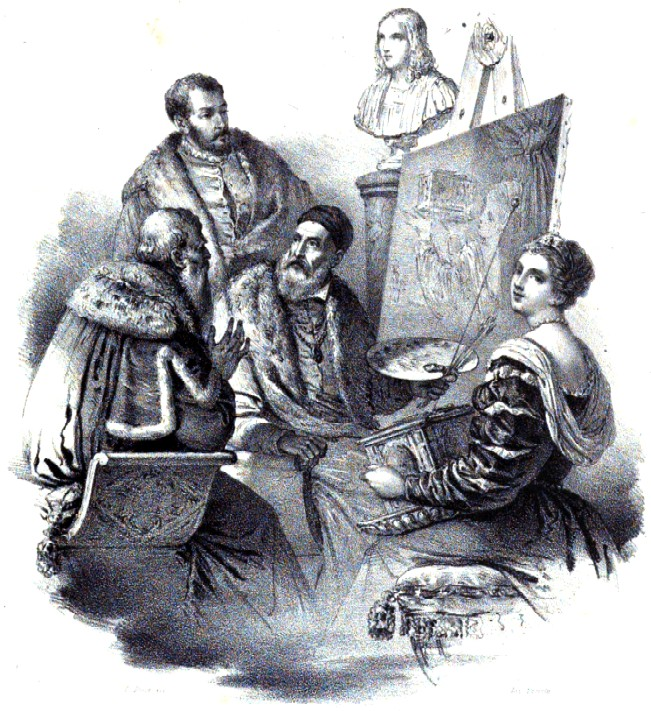
La famiglia Vecellio dal frontespizio di un libro dell'abate Cadorin (1833)
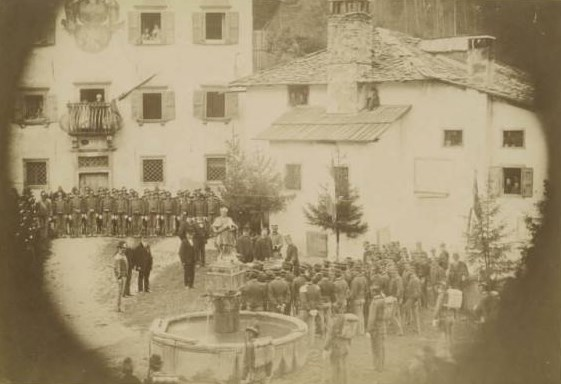
Un gruppo di soldati ed ufficiali omaggia la casa di Tiziano con una lapide (1876)[34].

##### Il sottoramo di Antonio: Marco, Tizianello e Tomaso
Antonio, probabilmente ultimogenito di Conte, fu notaio, giureconsulto e consigliere. Rogante sicuramente tra il 1486 e il 1532, morì prima del 1541. Sposatosi nel 1504 con una certa Daria, figlia di Giacomo Coltrini di Brescia, ebbe due figli: Conte, del quale non si sa nulla se non che sposò una certa Girolama, e Toma Tito, noto anche con la variante Tomà Tito. Anche lui notaio, rogante fra il 1532 e il 1583, fu chiamato dal Consiglio di Pieve nel 1551 a ricoprire la carica di Massaro (ossia cassiere) e morì certamente nel 1590.
Toma, sposato con una ignota figlia di tal Giacomo Alessandrini, ebbe ben quattordici figli, dei quali sono noti solo il pittore Marco (1545-1611), padre di un altro pittore, Tiziano detto il Tizianello (1570-1650), e Graziano, sposato con tal Elisabetta, morto nel 1603 e a sua volta padre di Tommaso (1587-1629), anch'egli pittore..

#### Il ramo di Gio. Antonio: Cesare, Fabrizio ed Ettore
Gio. Antonio (sicuramente vivente tra il 1478 e morto nel 1497), anch'egli notaio, fratello di Conte e di altri sei fratelli maschi, fu capostipite del terzo fra i principali rami del casato, di minor importanza rispetto a quello di Conte ma che comunque espresse alcune personalità di un certo rilievo, sempre in campo artistico: si tratta di due suoi nipoti, i fratelli Cesare (1521 ca. - 1601) e Fabrizio (nato negli anni Trenta e morto nel 1576), entrambi pittori, e di un loro pronipote, Ettore (1591 - 1652 ca.), l'ultimo pittore accertato che il casato Vecellio espresse.

## Ricerche storiografiche e genealogiche
L'importanza del casato, ma soprattutto il prestigio sociale e politico, oltre che artistico, del suo più noto esponente, suscitarono già dal XVI e dal XVII secolo l'interesse di storici, eruditi e a volte membri stessi della famiglia, circa la storia e la genealogia dei Vecellio.

### LeMemoriedi Vincenzo Vecellio

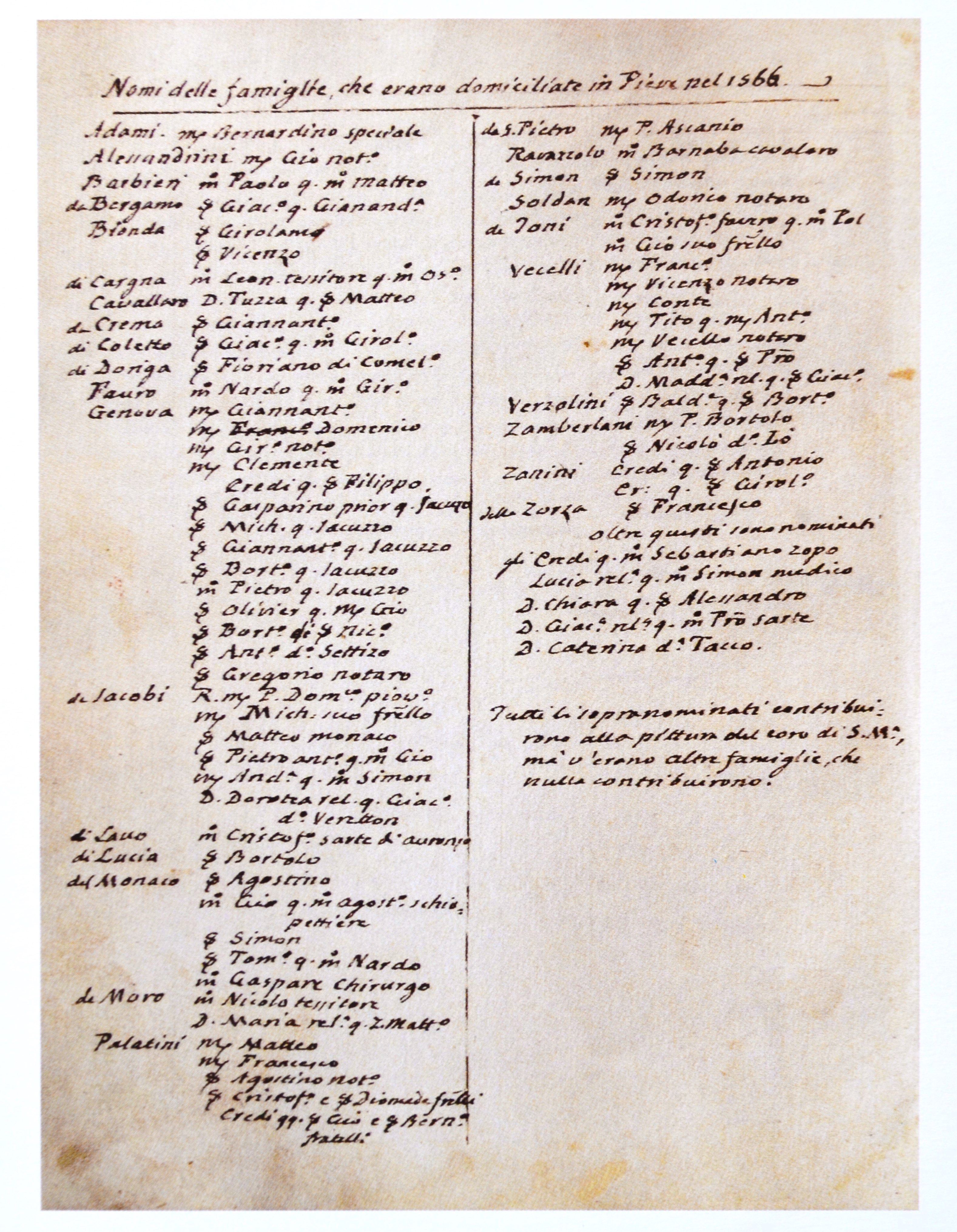
Una pagina delle Memorie di Vincenzo Vecellio (1566)

Il 25 aprile 1566 Vincenzo Vecellio, figlio di Vecellone e primo cugino di Tiziano e da lui creato notaio, venne nominato Marigo della Regola di Pieve, carica che tenne fino alla primavera dell'anno successivo. In quel periodo raccolse le varie deliberazioni adottate in un manoscritto, contenente tra l'altro un elenco dei «nomi delle famiglie, che erano domiciliate in Pieve nel 1566» e che «contribuirono alla pittura del coro di S. M.» eseguita da Tiziano. Da questo documento si apprendono i nomi di alcuni membri, oltre che delle famiglie Genova, Palatini e Jacobi, anche del casato Vecellio: «Francesco, Vincenzo notaio, Conte, Tito quondam Antonio, Vecello notaio, Antonio, donna Maddalena». Il manoscritto, passato da un Marigo all'altro, arrivò in possesso di un Vecellio che lo vendette nel 1704 ad un Antonio Zamberlano. La famiglia lo vendette nel 1795 a Taddeo Jacobi, i cui nipoti lo vendettero ad un tal cavalier Augusto Buzzati. Ritenuto disperso nel corso della prima guerra mondiale, il manoscritto è riapparso nell'archivio privato della famiglia Fabbiani di Belluno.

### L'Arboredel 1622
Nel 1622 fu stampato a Venezia da «Santo Grillo, & Fratelli» un Breve compendio della Vita del Famoso Tiziano Vecellio di Cadore, Cavaliere et Pittore, scritto da un autore anonimo e dedicato dal Tizianello ad Alethea Talbot, consorte di Thomas Howard, conte di Arundel e grande collezionista d'arte. In questo volume è contenuto un Arbore della vera Famiglia Vecellia di Cadore della Linea di Titiano Pittore, et Caualliere, cauato dalle autentiche Scritture, ovvero una ricostruzione del ramo di Conte, con i due sottorami di Gregorio ed Antonio. La paternità dell'Arbore è stata tradizionalmente attribuita a Giovanni Mario Verdizzotti, ma può più verosimilmente appartenere, sulla base di una serie di riscontri ed indizi, allo stesso Tizianello. Ad ogni modo, si tratta di un lavoro particolarmente vetusto, dal momento che la tecnica dell'albero genealogico si diffuse nella seconda metà del secolo precedente, e di rado se ne trovano esempi più antichi.

### Le ricerche di Taddeo Jacobi

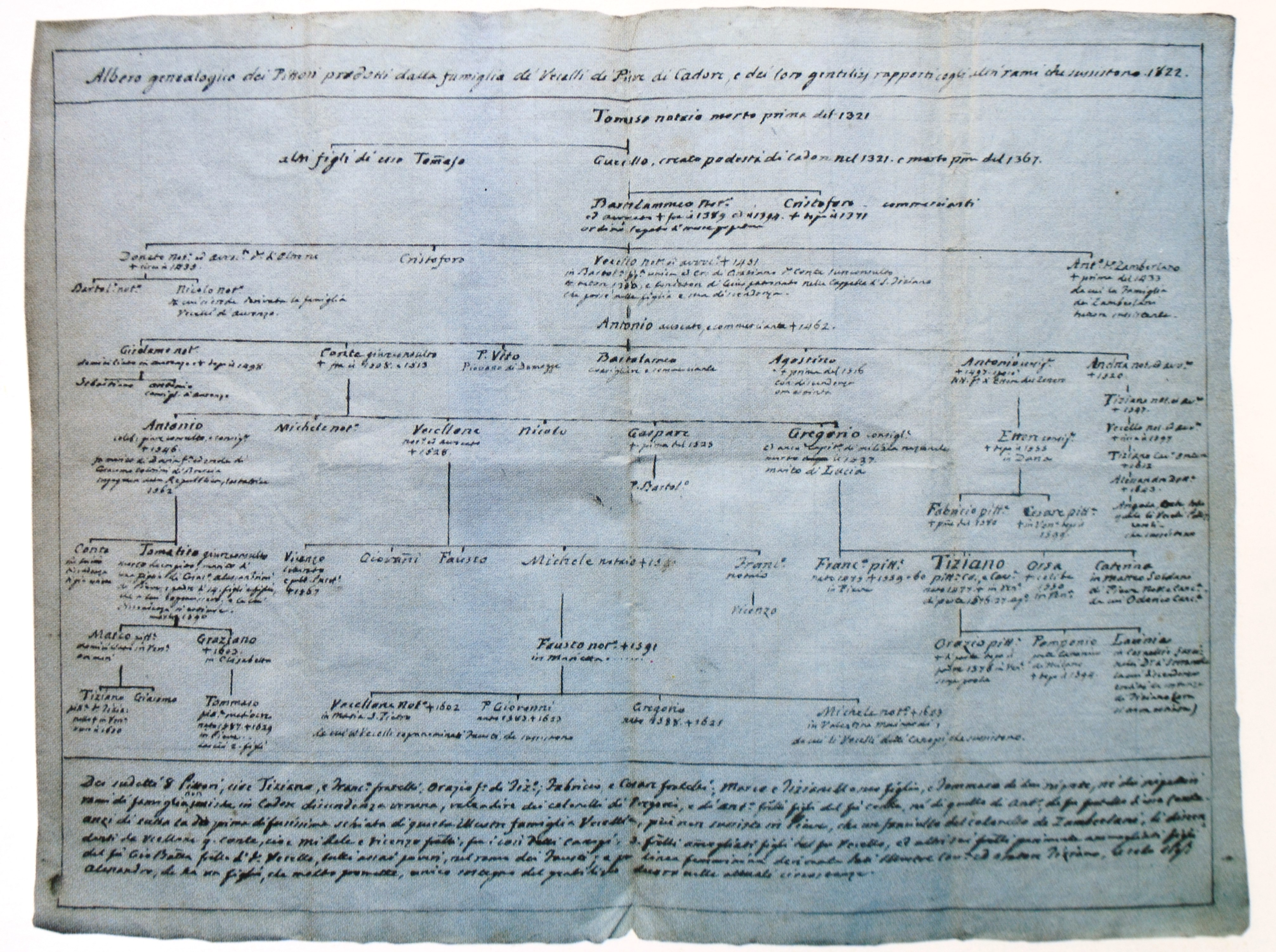
Albero genealogico dei Pittori prodotti dalla famiglia de' Vecelli

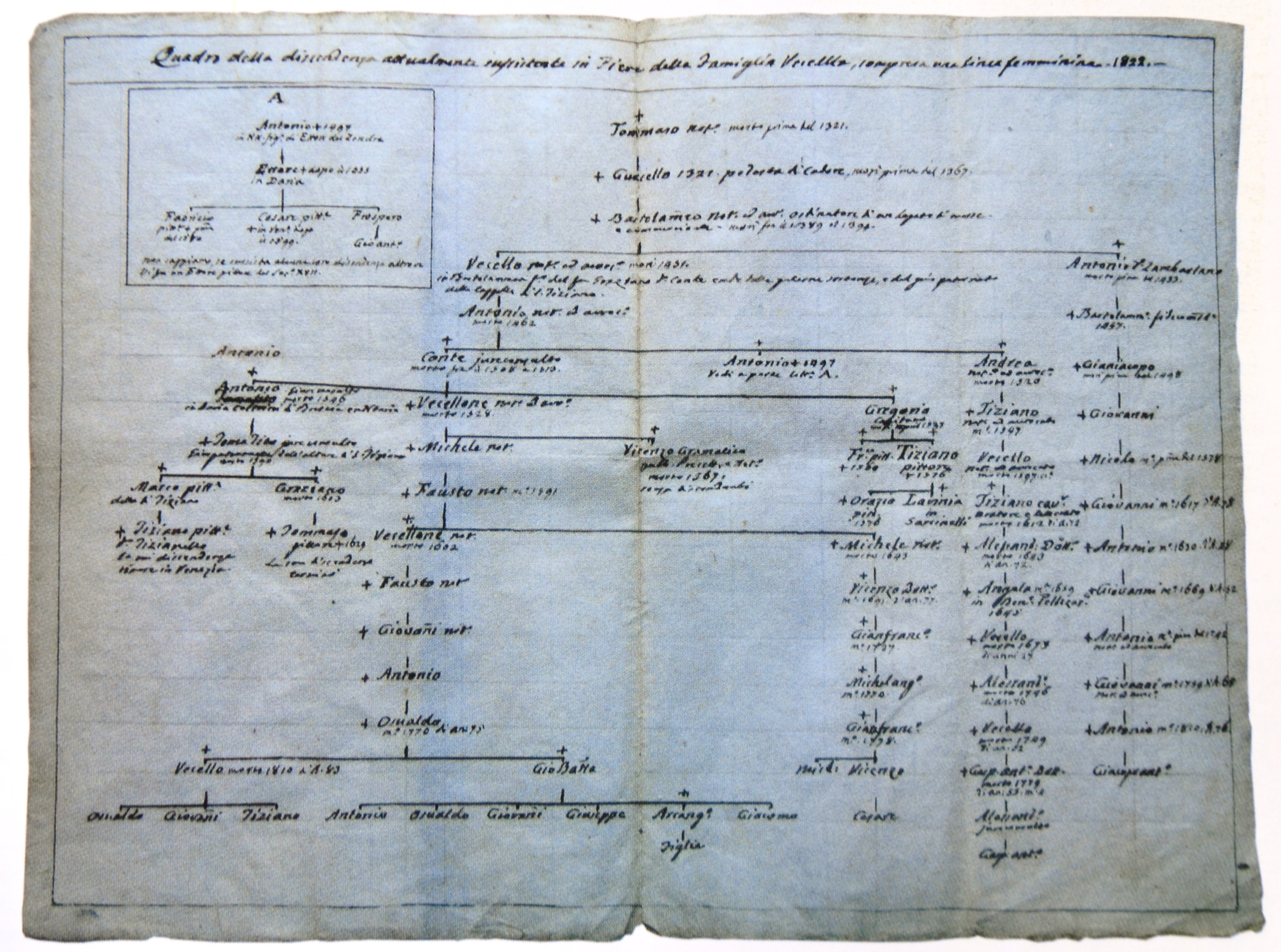
Quadro della discendenza attualmente insistente in Pieve della Famiglia Vecellio

A Taddeo Jacobi (1753 - 1841), erudito e importante ricercatore di storia del Cadore, sono sicuramente attribuiti due alberi genealogici del casato Vecellio, risalenti al 1822 circa e conservati nell'archivio dell'Arcidiaconato di Cadore.
Il primo, intitolato Albero genealogico dei Pittori prodotti dalla famiglia de' Vecelli di Pieve di Cadore, e dei loro gentilizj rapporti cogli altri rami che sussistono, si caratterizza per un lungo commento in cui l'autore evidenzia che dei numerosi pittori della famiglia «non sussiste in Cadore discendenza veruna. [...] Per linea femminina [...] il solo erasi Alessandro, che ha un figlio, che molto promette, unico sostegno del gentilizio decoro nelle attuali circostanze». Si tratta di Alessandro Pellizzaroli Vecellio e del figlio Gaspare, contemporanei dello Jacobi, ma al di là di questo commento, nessuna indicazione genealogica è fornita dall'albero. Il secondo, intitolato Quadro della discendenza attualmente insistente in Pieve della Famiglia Vecellio, compresa una linea femmininea, si caratterizza per l'individuazione genealogica di questa discendenza femminile a partire da Andrea, fratello di Conte e Gio. Antonio. In seguito, lo Jacobi pubblicò anche le Genealogie delle più antiche, e civili Famiglie del Contado di Cadore, formate sopra certissimi Documenti, letti; e con diligente, e rigorosa critica esaminati da Taddeo di Gio Batta Jacobi de' Jacobini, manoscritto ora conservato presso la Biblioteca civica di Belluno.

### Le altre ricerche del XIX secolo
Un altro erudito del Cadore che si è occupato della famiglia Vecellio è stato l'abate Giuseppe Cadorin (1792 - 1851), che nel 1843 ha dato alle stampe una monografia dal titolo Dello amore ai veneziani di Tiziano Vecellio, delle sue case in Cadore e in Venezia e delle vite de' suoi figli. Cadorin, oltre a dar conto dei luoghi legati alla vita di Tiziano, fra i quali la casa natale di Pieve di Cadore, la cui identificazione è stata resa possibile dalle ricerche di Jacobi, si è soffermato sulle biografie di alcuni figli dell'artista (Pomponio, Orazio, Lavinia) e di suo fratello Francesco, pubblicando in appendice numerosi documenti e un albero genealogico della famiglia Vecellio che parte da Tommaso da Pozzale.
Nel 1875 i lavori dello Jacobi vennero approfonditi da una pubblicazione nuziale intitolata Cronologia della famiglia Vecellio di Pieve di Cadore alla bennata signora Elena Vecellio nel giorno delle sue nozze col signor Giovanni Crollo di Treviso, ad opera di don Carlo Da Vià: in questo lavoro si approfondiva lo sviluppo del sottoramo di Vecellone, al fine di dimostrare la parentela di Elena Vecellio con Tiziano.

### XX e XXI secolo
Nel XX secolo le ricerche sono proseguite in un lavoro di approfondimento e verifica: oltre ai contributi di Celso Fabbro e Lionello Puppi si è arrivati ad un'opera, in corso dai primi anni Duemila, volta all'individuazione de discendenti fino ai giorni nostri.

## Armoriale

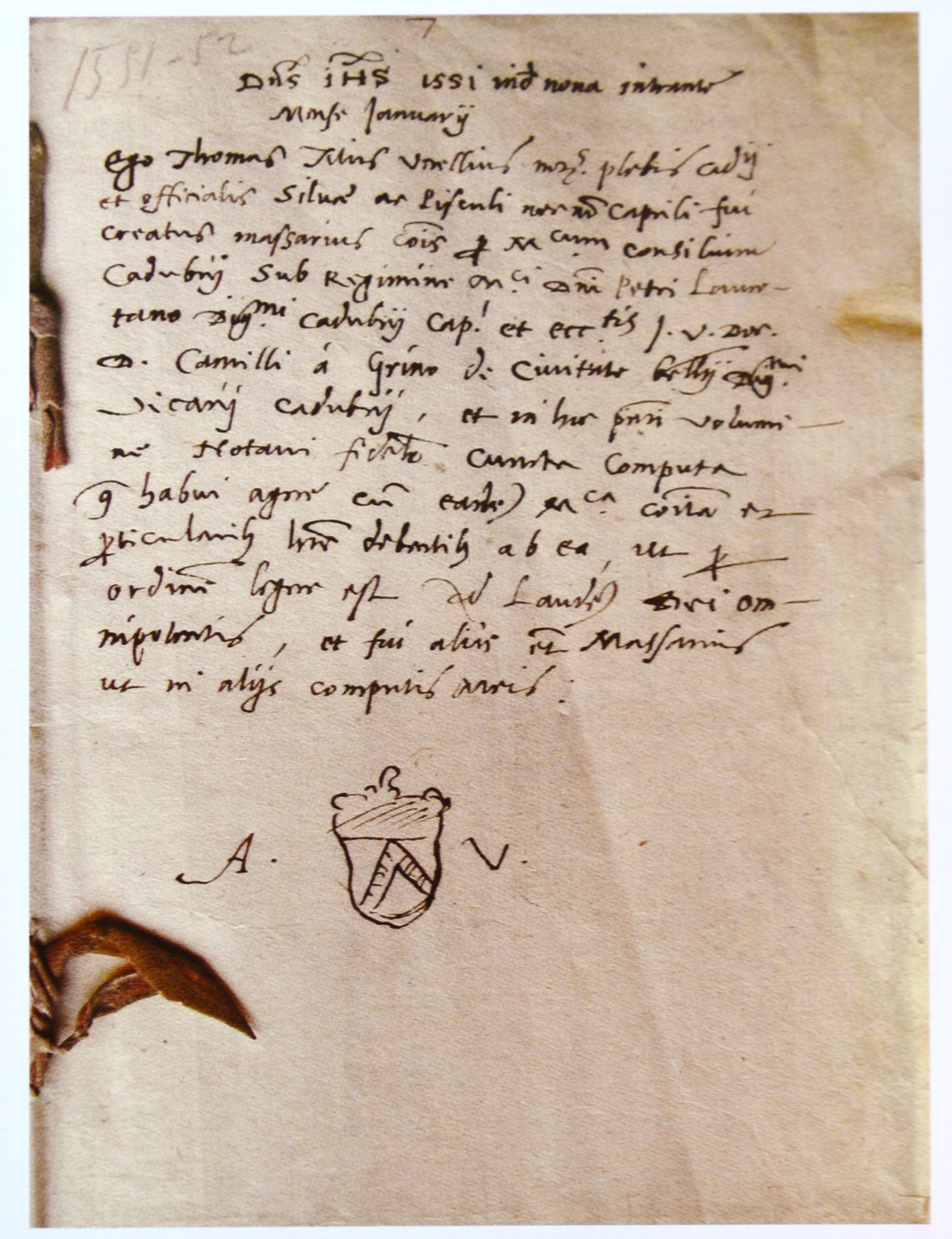
Pagina del registro dei conti di Toma Tito, con abbozzato lo stemma di famiglia

Lo stemma di Tiziano e dei suoi discendenti, modificato in seguito all'ottenimento del titolo di Conte Palatino (1533)

La versione originaria dello stemma del casato Vecellio era corrispondente per struttura a quella dei Genova, altra influente famiglia di Pieve di Cadore, tanto da essere considerata il principale indizio della comune origine dei due casati. Nel 1533, limitatamente a Tiziano e alla sua discendenza maschile e femminile, allo stemma venne effettuata una modifica d'onore a seguito della concessione al maestro del titolo di Conte Palatino: venne inserita nel troncato superiore di un'aquila bicipite nera su campo dorato, in richiamo allo stemma asburgico, dal momento che il titolo venne concesso da Carlo V.

### Blasonatura
- Stemma originario: troncato di nero e d'argento, il secondo caricato di uno scaglione alzato del primo.
- Stemma di Tiziano e dei suoi discendenti: troncato nel primo d'oro all'aquila bicipite spiegata di nero; nel secondo d'argento allo scaglione di nero; con una fascia di nero attraversante sulla partizione.

### Riproduzioni coeve dello stemma

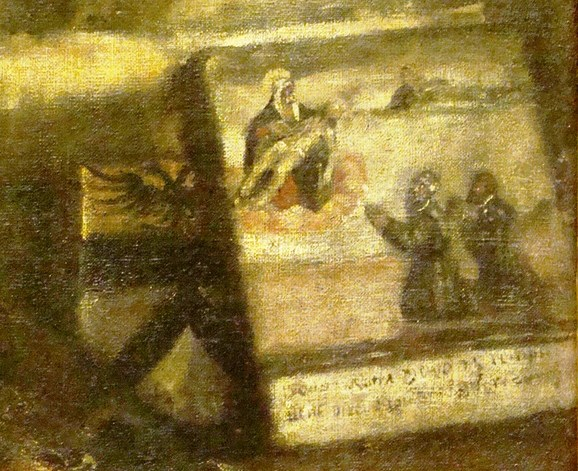
Particolare della Pietà con lo stemma di famiglia

Un disegno coevo dello stemma è presente su una pagina del registro dei conti redatto nel 1551 dal notaio Toma Tito Vecellio, padre di Marco e nonno del Tizianello, nelle sue funzioni di massaro, ossia cassiere, della Comunità. Si tratta di un veloce abbozzo sicuramente di mano dello stesso Toma. Nella parte superiore è appena richiamato un motivo che potrebbe essere o un cimiero o la stessa aquila bicipite, in riferimento alla modifica d'onore effettuata in occasione del ricevimento del titolo comitale, pur non facendo parte Toma del ramo di Tiziano, di cui era cugino. Ai lati dello stemma, le iniziali «A. V.» sembrerebbero riferirsi al padre di Toma, Antonio Vecellio, zio di Tiziano.
Un'altra rappresentazione coeva dello stemma dei Vecellio è opera dello stesso Tiziano: nella sua celebre Pietà (1570-1576), ultimata da Palma il Giovane e conservata alle Gallerie dell'Accademia di Venezia, in basso a destra è dipinta una tavoletta votiva raffigurante il pittore e suo figlio Orazio inginocchiati in preghiera al cospetto della Madonna, con dietro, in penombra, proprio lo stemma di famiglia, nella sua versione modificata, in cui è ben evidente l'aquila bicipite su campo dorato.